# Аероб
 Тази статия е за организма.  За играчката, подобна на летящ пръстен, вижте Аероби.  
Аероб (от гр. αηρ – въздух и βιοζ – живот) e организъм, който живее в среда с наличие на кислород в свободно състояние. Аеробът усвоява кислорода от природата и отделя въглероден диоксид.